# Herit
Herit ókori egyiptomi hercegnő volt a második átmeneti korban; nagy valószínűséggel a hükszosz XV. dinasztia legnagyobb uralkodójának, I. Apepinek a lánya.

## Élete
Herit neve Apepié mellett maradt fenn egy kő vázatöredéken, melyet egy thébai sírban, a Howard Carter által feltárt és egyesek szerint I. Amenhotep számára készült AN B sírban találtak. Ennek alapján feltételezték, hogy Herit hozzáment a thébai XVII. dinasztia egyik uralkodójához, ez azonban nem biztos, mert a váza lehetett a zsákmány része is, amely akkor került Thébába, amikor I. Jahmesz, a thébai uralkodó elfoglalta és kifosztotta Apepi fővárosát, Avariszt.
A vázán Herit a „király leánya” címet viseli, és neve kártusban szerepel, ami különleges előjog volt, nem járt az uralkodócsalád minden tagja számára. Mást nem tudni a hercegnőről. A vázatöredék ma a Metropolitan Művészeti Múzeumban található (katalógusszám: 21.7.7)

## Fordítás
- Ez a szócikk részben vagy egészben  a   Herit című angol Wikipédia-szócikk ezen változatának fordításán alapul.  Az eredeti cikk szerkesztőit annak laptörténete sorolja fel. Ez a jelzés csupán a megfogalmazás eredetét és a szerzői jogokat jelzi, nem szolgál a cikkben szereplő információk forrásmegjelöléseként.